# 알바 노토
알바 노토(1965년 - )는 독일의 음악가이자 미디어 아티스트이다. 본명은 카르스텐 니콜라이(Carsten Nicolai)이다. 올라프 벤더, 프랭크 브렛슈나이더와 함께 음악 그룹 다이아몬드 버전의 멤버이며, 료지 이케다와 협업한 Cyclo와 일본의 음악가 류이치 사카모토와의 협업으로도 알려져있다.

## 삶
1990년대 초반 드레스덴에서 조경을 공부했다.
1994년 noton.archiv für ton und nichtton이라는 레이블을 만들었다. 현대 전자 음악을 대표하는 음악가들 중 한 사람이다.
2010년부터 Alva Noto라는 예명으로 아인스튀어첸데 노이바우텐의 블릭사 바르겔트와 함께 활동하며 Namen Ret Marut Handshake, Mimikry 등의 앨범을 냈다.